# Potok Górny
Potok Górny è un comune rurale polacco del distretto di Biłgoraj, nel voivodato di Lublino.
Ricopre una superficie di 111,16 km² e nel 2006 contava 5 552 abitanti.